# 瓢簞山站 (大阪府)
瓢簞山站（日语：／ Hyotan-yama eki */?）位於大阪府東大阪市昭和町，是近畿日本鐵道（近鐵）奈良線的鐵路車站。車站編號為A13。

## 歷史
- 1914年（大正3年）4月30日 - 大阪電氣軌道上本町（現在的大阪上本町站） - 奈良（高天町）（現在的近鐵奈良站）間開通，本站隨之開業[1]。
- 1941年（昭和16年）3月15日 - 與參宮急行電鐵合併，成為關西急行鐵道的車站[1]。
- 1944年（昭和19年）6月1日 - 公司合併，成為近畿日本鐵道的車站[1]。
- 1997年（平成9年）4月24日 - 橋上車站化。
- 2006年（平成18年）3月21日 - 本日起區間準急列車停靠本站。
- 2007年（平成19年）4月1日 - 可使用PiTaPa乘車[2]。

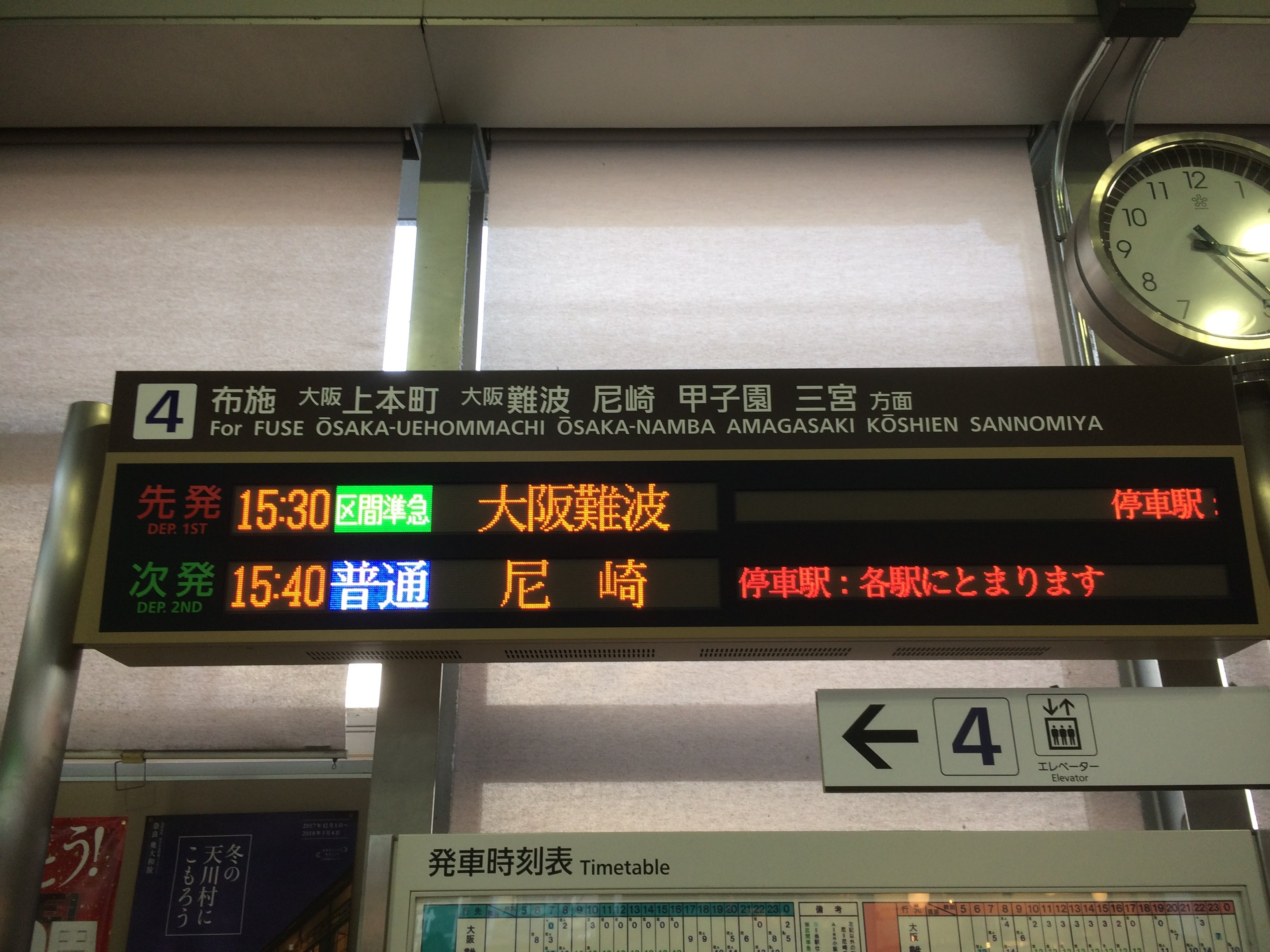
設置在驗票口的發車標示牌

## 車站構造
側式月台2面2線的地上車站（橋上車站），列車可在此待避。驗票口只有1處，月台可容納6節編成的列車。
本站由東花園站管理，設有站務員。

### 月台配置
| 月台 | 路線   | 方向 | 目的地                      |
| ---- | ------ | ---- | --------------------------- |
| 1    | 奈良線 | 下行 | 往 大和西大寺、奈良 京都    |
| 4    | 奈良線 | 上行 | 往 大阪難波、尼崎、神戶三宮 |

欠缺的2・3號並沒有設置月台（只給通過列車使用），因此沒有號碼。通過線為主本線，可停列車的1號和4號月台為副本線。

## 使用狀況
2018年11月13日的1日上下車人次為21,783人。
近年日上下車、上車人次統計如下表。
| 年度               | 特定日   | 特定日     | 特定日   | 1日平均 上車人次 | 出典   |
| 年度               | 調査日   | 上下車人次 | 上車人次 | 1日平均 上車人次 | 出典   |
| ------------------ | -------- | ---------- | -------- | ---------------- | ------ |
| 1990年（平成02年） | 11月06日 | 35,759     | 17,966   | 20,307           | [ 5 ]  |
| 1991年（平成03年） | -        | -          | -        | 20,011           |        |
| 1992年（平成04年） | 11月10日 | 35,407     | 17,589   | 19,735           | [ 6 ]  |
| 1993年（平成05年） | -        | -          | -        | 19,742           |        |
| 1994年（平成06年） | -        | -          | -        | 19,416           |        |
| 1995年（平成07年） | 12月05日 | 33,738     | 17,196   | 19,248           | [ 7 ]  |
| 1996年（平成08年） | -        | -          | -        | 18,720           |        |
| 1997年（平成09年） | -        | -          | -        | 18,283           |        |
| 1998年（平成10年） | 11月10日 | 31,774     | 15,680   | 17,707           | [ 8 ]  |
| 1999年（平成11年） | -        | -          | -        | 16,772           |        |
| 2000年（平成12年） | 11月07日 | 29,084     | 14,714   | 16,191           | [ 9 ]  |
| 2001年（平成13年） | -        | -          | -        | 15,861           |        |
| 2002年（平成14年） | -        | -          | -        | 15,316           |        |
| 2003年（平成15年） | 11月11日 | 26,374     | 13,371   | 14,815           | [ 10 ] |
| 2004年（平成16年） | -        | -          | -        | 14,354           |        |
| 2005年（平成17年） | 11月08日 | 25,347     | 12,948   | 14,042           | [ 11 ] |
| 2006年（平成18年） | -        | -          | -        | 13,869           |        |
| 2007年（平成19年） | -        | -          | -        | 13,831           |        |
| 2008年（平成20年） | 11月18日 | 24,835     | 12,622   | 13,832           | [ 12 ] |
| 2009年（平成21年） | -        | -          | -        | 13,478           |        |
| 2010年（平成22年） | 11月09日 | 24,137     | 12,232   | 13,336           | [ 13 ] |
| 2011年（平成23年） | -        | -          | -        | 13,060           |        |
| 2012年（平成24年） | 11月13日 | 22,725     | 11,540   | 12,632           | [ 14 ] |
| 2013年（平成25年） | -        | -          | -        | 12,650           |        |
| 2014年（平成26年） | -        | -          | -        | 12,355           |        |
| 2015年（平成27年） | 11月10日 | 23,378     | 11,879   | 12,479           | [ 15 ] |
| 2016年（平成28年） | -        | -          | -        | 12,388           |        |
| 2017年（平成29年） | -        | -          | -        | 12,403           |        |
| 2018年（平成30年） | 11月13日 | 21,783     | 11,086   |                  | [ 16 ] |

## 車站周邊

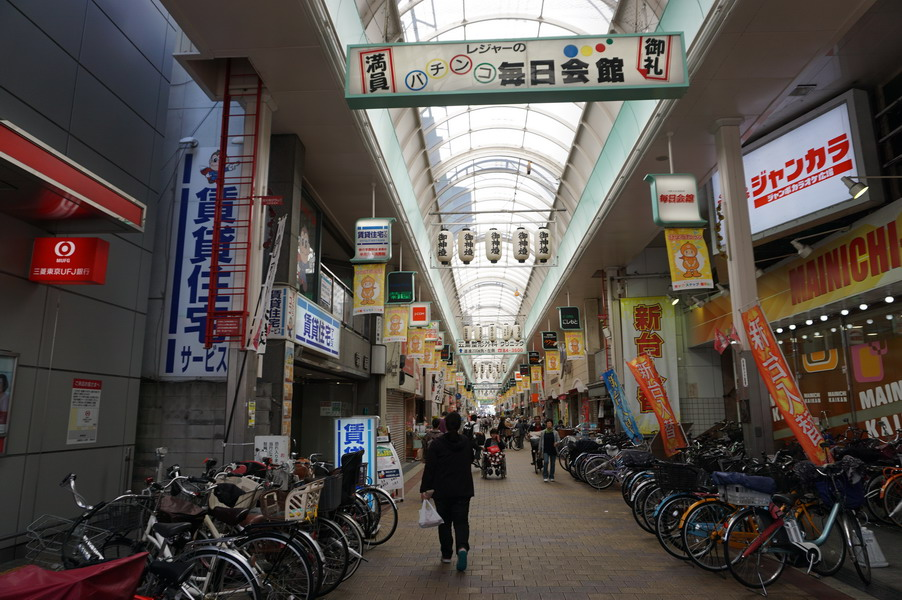
Sun Road瓢箪山商店街

本站周邊為舊枚岡市的中心，因此公家機關眾多。

### 北口
- 計程車招呼站（近鐵計程車）
- Sun Road瓢箪山（瓢箪山中央商店街）

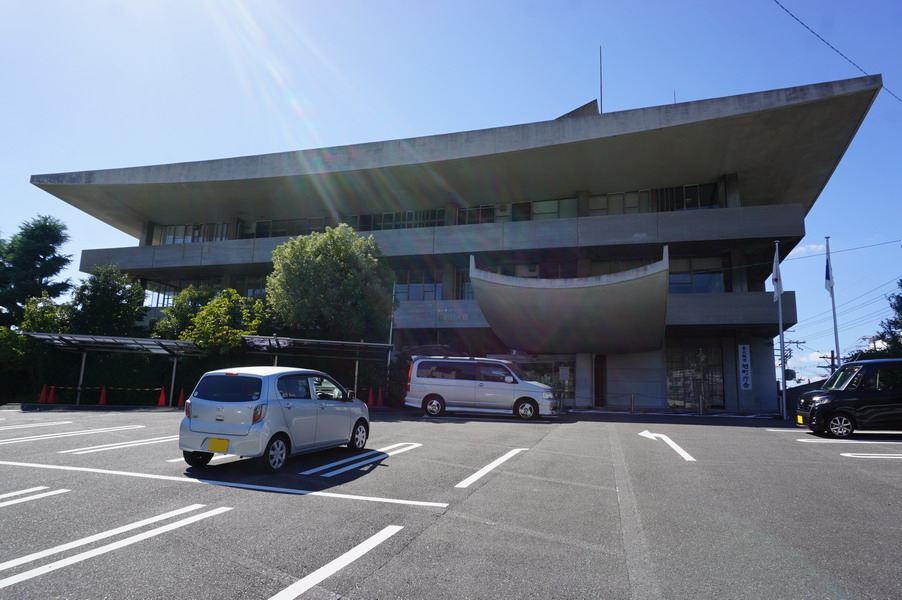
東大阪市旭町廳舍

- Max Valu（日语：マックスバリュ）瓢箪山店
- Fresco超市（日语：フレスコ (スーパー)）瓢箪山店
- 大阪府立枚岡樟風高等学校
- 東大阪市立繩手北小学校
- 東大阪市旭町廳舍東大阪市旭町廳舍（改建中）
- 大阪府枚岡警察署
- 枚岡郵局
- 瓢箪山郵局
- 里索那銀行瓢箪山分行
- 三菱UFJ銀行枚岡分行
- 紀陽銀行東大阪分行
- 大阪城市信用金庫瓢箪山分行

### 南口
- 瓢箪山稻荷神社（日语：瓢箪山稲荷神社）
- Jinja Mall瓢箪山（稻荷前商店街）
- 萬代超市瓢箪山店
- 瑞穗銀行枚岡分行
- 成協信用組合東大阪分行
- 若草第一醫院
- 東大阪市立鄉土博物館

## 相鄰車站
近畿日本鐵道
 奈良線
■快速急行、■急行、■準急
通過
■區間準急、■普通
東花園（A12）－瓢簞山（A13）－枚岡（A14）

## 外部連結
- 瓢簞山 - 近畿日本鐵道